# Rignano Garganico
Rignano Garganico är en ort och kommun i provinsen Foggia i regionen Apulien i Italien. Kommunen hade 2 017 invånare (2017).